# Bahnstrecke Brno–Tišnov
| Kursbuchstrecke: | 26m (1953)           |                                                             |                                                             |
| Streckenlänge: | 28,4 km              |                                                             |                                                             |
| Spurweite: | 1435 mm (Normalspur) |                                                             |                                                             |
| Maximale Neigung: | 20 ‰                 |                                                             |                                                             |
| |                      |                                                             |                                                             |
| \| \| \| (Wien–) Hevlín–Brno \| \| \| \| 0,00 \| Brno dolní nádraží \| Brno dolní nádraží \| \| \| \| Odb. Křenová (von 1890 bis 1962) \| \| \| \| \| nach Vlárský průsmyk \| \| \| \| \| vlečka škrobárny etc. \| \| \| \| \| vlečka Šmeral \| \| \| \| \| Anbindung nach Brno–Židenice \| \| \| \| \| Česká Třebová–Brno hl.n. \| \| \| \| \| Verbindungsbahn von odb. Tišnovská (von 1885 bis 1962) \| \| \| \| 1,46 \| Odb. Posvítavská \| Odb. Posvítavská \| \| \| \| vlečka Lanarest / tepl. Špitálka \| \| \| \| 2,11 \| Brno-Zábrdovice \| Brno-Zábrdovice \| \| \| 2,93 \| Husovice \| Husovice \| \| \| \| vlečka KPS Brno etc. \| \| \| \| 6,48 \| Brno-Královo Pole \| Brno-Královo Pole \| \| \| \| Verbindung nach Brno-Královo Pole (seit 1952) \| \| \| \| 9,83 \| Brno-Řečkovice \| Brno-Řečkovice \| \| \| 12,20 \| Jehnice \| Jehnice \| \| \| 14,10 \| Česká \| Česká \| \| \| \| von Brno (seit 1952) \| \| \| \| \| Kuřim \| \| \| \| \| nach Veverská Bítýška (vorm. LB Gurein–Bittischka-Eichhorn) \| \| \| \| \| nach Havlíčkův Brod (seit 1952) \| \| \| \| 23,20 \| Drásov \| Drásov \| \| \| \| von Brno (seit 1952) \| \| \| \| \| Hradčany \| \| \| \| \| Tišnov \| \| \| \| \| nach Havlíčkův Brod (seit 1952) \| \| \| \| \| nach Havlíčkův Brod (vorm. LB Deutschbrod–Tischnowitz) \| \| |                      |                                                             |                                                             |
| Strecke |                      | (Wien–) Hevlín–Brno                                         | (Wien–) Hevlín–Brno                                         |
| Dienststation / Betriebs- oder Güterbahnhof | 0,00                 | Brno dolní nádraží                                          | Brno dolní nádraží                                          |
| ehemalige Blockstelle |                      | Odb. Křenová (von 1890 bis 1962)                            | Odb. Křenová (von 1890 bis 1962)                            |
| Abzweig ehemals geradeaus und nach rechts |                      | nach Vlárský průsmyk                                        | nach Vlárský průsmyk                                        |
| Abzweig geradeaus und von rechts |                      | vlečka škrobárny etc.                                       | vlečka škrobárny etc.                                       |
| Abzweig geradeaus und von links |                      | vlečka Šmeral                                               | vlečka Šmeral                                               |
| Abzweig geradeaus und nach rechts |                      | Anbindung nach Brno–Židenice                                | Anbindung nach Brno–Židenice                                |
| Kreuzung geradeaus unten |                      | Česká Třebová–Brno hl.n.                                    | Česká Třebová–Brno hl.n.                                    |
| Abzweig geradeaus und ehemals von links |                      | Verbindungsbahn von odb. Tišnovská (von 1885 bis 1962)      | Verbindungsbahn von odb. Tišnovská (von 1885 bis 1962)      |
| ehemalige Blockstelle | 1,46                 | Odb. Posvítavská                                            | Odb. Posvítavská                                            |
| Abzweig geradeaus und von links |                      | vlečka Lanarest / tepl. Špitálka                            | vlečka Lanarest / tepl. Špitálka                            |
| Haltepunkt / Haltestelle (Strecke außer Betrieb) | 2,11                 | Brno-Zábrdovice                                             | Brno-Zábrdovice                                             |
| Überleitstelle / Spurwechsel (Strecke außer Betrieb) | 2,93                 | Husovice                                                    | Husovice                                                    |
| Abzweig geradeaus und von links |                      | vlečka KPS Brno etc.                                        | vlečka KPS Brno etc.                                        |
| ehemaliger Bahnhof | 6,48                 | Brno-Královo Pole                                           | Brno-Královo Pole                                           |
| Abzweig ehemals geradeaus und nach rechts |                      | Verbindung nach Brno-Královo Pole (seit 1952)               | Verbindung nach Brno-Královo Pole (seit 1952)               |
| Haltepunkt / Haltestelle (Strecke außer Betrieb) | 9,83                 | Brno-Řečkovice                                              | Brno-Řečkovice                                              |
| Haltepunkt / Haltestelle (Strecke außer Betrieb) | 12,20                | Jehnice                                                     | Jehnice                                                     |
| Haltepunkt / Haltestelle (Strecke außer Betrieb) | 14,10                | Česká                                                       | Česká                                                       |
| Abzweig ehemals geradeaus und von rechts |                      | von Brno (seit 1952)                                        | von Brno (seit 1952)                                        |
| Bahnhof |                      | Kuřim                                                       | Kuřim                                                       |
| Abzweig geradeaus und ehemals nach links |                      | nach Veverská Bítýška (vorm. LB Gurein–Bittischka-Eichhorn) | nach Veverská Bítýška (vorm. LB Gurein–Bittischka-Eichhorn) |
| Abzweig ehemals geradeaus und nach links |                      | nach Havlíčkův Brod (seit 1952)                             | nach Havlíčkův Brod (seit 1952)                             |
| Haltepunkt / Haltestelle (Strecke außer Betrieb) | 23,20                | Drásov                                                      | Drásov                                                      |
| Abzweig ehemals geradeaus und von links |                      | von Brno (seit 1952)                                        | von Brno (seit 1952)                                        |
| ehemaliger Haltepunkt / Haltestelle |                      | Hradčany                                                    | Hradčany                                                    |
| Bahnhof |                      | Tišnov                                                      | Tišnov                                                      |
| Abzweig geradeaus und nach links |                      | nach Havlíčkův Brod (seit 1952)                             | nach Havlíčkův Brod (seit 1952)                             |
| Strecke |                      | nach Havlíčkův Brod (vorm. LB Deutschbrod–Tischnowitz)      | nach Havlíčkův Brod (vorm. LB Deutschbrod–Tischnowitz)      |

Die Bahnstrecke Brno–Tišnov war eine Hauptbahn im heutigen Tschechien, die ursprünglich von der priv. Österreichisch-ungarischen Staatseisenbahngesellschaft (StEG) als Lokalbahn Brünn–Tischnowitz erbaut und betrieben wurde. Sie führte von Brno (Brünn) nach Tišnov (Tischnowitz). Die Strecke wurde 1953 durch die neue zweigleisige Hauptbahn Brno–Havlíčkův Brod ersetzt. Insbesondere im Stadtgebiet von Brno werden Teile der Trasse noch als Anschlussbahn genutzt.

## Geschichte
Die Konzession für die Lokalbahn Brünn–Tischnowitz erhielt die StEG am 15. Jänner 1884 gemeinsam mit der Strecke Rudelsdorf–Landskron. Teil der Konzession war die Verpflichtung, die Strecken bis zum 31. Dezember 1884 „zu vollenden und dem öffentlichen Verkehre zu übergeben“. Ausgestellt war die Konzession bis zum 31. Dezember 1965. Eröffnet wurde die Strecke am 2. Juli 1885. Den Betrieb führte die StEG selbst aus. 
Die Bahn führte vom Bahnhof der StEG in Brünn auf der bestehenden Strecke Brno-Česká Třebová (Böhmisch Trübau) bis zur ul. Špitálka (Spitalstraße), zweigte dort nach Norden ab (eigene Trasse beginnt erst hier) und verlief entlang der Svitava (Zwitta) über Husovice (Hussowitz) und Královo Pole (Königsfeld) nach Tišnov (Tischnowitz). 
1890 wurde die Strecke ausschließlich für den Güterverkehr von der neuen Abzweigstelle Posvítavská nach Süden entlang der Svitava verlängert. Personenzüge begannen und endeten jedoch nach wie vor stets im Staatsbahnhof. An der Strecke Brno–Vlárský průsmyk (Wlarapass) wurde ein Abzweig zum Rossitzer Bahnhof geschaffen, weiter nach Süden wurden der Schlachthof und weitere Fabriken angebunden. 
In Tischnowitz erhielt die Strecke später Anschluss nach Deutsch Brod, die als Lokalbahn Deutschbrod–Saar (tschech.: Místní dráha Německý Brod–Žďár) firmierende Gesellschaft nahm die Bahnstrecke Německý Brod–Žďár (Deutsch Brod–Saar) am 22. Dezember 1898 in Betrieb. Später erhielt die Gesellschaft auch eine Konzession für die Fortführung der Strecke in Richtung Brünn und am 23. Juni 1905 wurde die Bahnstrecke Žďár–Tišnov eröffnet. Ab 15. Oktober 1909 führten den Betrieb die k.k. österreichischen Staatsbahnen (kkStB) im Auftrag der Lokalbahn Deutsch Brod–Tischnowitz aus. Nach dem Ersten Weltkrieg traten zum 30. Oktober 1918 an Stelle der kkStB die neu gegründeten Tschechoslowakischen Staatsbahnen ČSD. Am 1. Januar 1925 wurde die Lokalbahn Deutsch Brod–Tischnowitz per Gesetz verstaatlicht und die Strecke wurde ins Netz der ČSD integriert. Dies ermöglichte endlich den durchgehenden Betrieb der Gesamtstrecke bis nach Německý Brod und weiter nach Prag.
Die Strecke wurde zwischen 1938 und 1953 zwischen Brno und Královo Pole verlegt, der Rest der Strecke bei annähernd gleicher Streckenführung neu gebaut (siehe Bahnstrecke Brno–Havlíčkův Brod). Nachdem bereits am 23. Mai 1952 der Abschnitt Královo Pole-Řečkovice stillgelegt worden war, folgten 1953 am 9. Dezember der Abschnitt Řečkovice-Kuřim, am 20. Dezember Kuřim-Tišnov. Am 27. Mai 1962 folgten der Abschnitt Husovice-Královo Pole staré nádraží (alter Bahnhof) sowie die beiden Verbindungskurven Odbočka Křenová und Tišnovská. Diese Abschnitte wurden nach und nach abgetragen. Die Anbindungen an die Strecken Brno-Česká Třebová zum Brno hlavní nádraží und an Brno–Vlárský průsmyk zum Brno dolní nádraží bestehen dadurch nicht mehr. 
Die verbliebene südliche Reststrecke dient jedoch heute noch dem Güterverkehr als Anschlussgleis. Sie endet im Norden beim „Interspar“ in Brno-Zábrdovice (Obrowitz), ist über ein von Osten kommendes, die Svitava überquerendes Gleis nach Židenice angebunden und bedient am südlichen Ende mehrere Fabriken, kurz vor der ul. Černovická endet das Gleis. Auf der anderen Seite des Flusses befinden sich die Gleise der „Komárovská spojka“. 
Im nördlichen Reststück finden sich noch Gleise vom Bahnhof Královo Pole bis in Höhe Kaufland Ponava, ebenfalls als Anschlussbahn für dort befindliche Fabriken.